# Dragovsjtitsa
Dragovsjtitsa (bulgariska: Драговщица) är ett vattendrag i Bulgarien.   Det ligger i regionen Kjustendil, i den västra delen av landet, 60 km sydväst om huvudstaden Sofia.
Omgivningarna runt Dragovsjtitsa är en mosaik av jordbruksmark och naturlig växtlighet. Runt Dragovsjtitsa är det ganska tätbefolkat, med 65 invånare per kvadratkilometer.